# Bleg star
Bleg Star (Carex pallescens) er et 20-60 cm højt halvgræs, der vokser i skove.

## Beskrivelse
Bleg Star er en flerårig urt med løst tueformet vækst med få oprette blomstrende stængler. Bladene har en bleggrøn farve, ligesom frugthylstrene. Blomsterstanden består af et enkelt hanaks og et par stilkede ovale hunaks. Frugthylstret er ægformet og glat.

## Udbredelse
Europa, Vestasien og østlige Nordamerika. I Danmark er den almindelig i den østlige del og manglende eller meget sjælden i Vestjylland.

## Habitat
Bleg Star findes på muldrig jordbund i løvskov, ofte på let forstyrrede steder, samt på skovenge.